# 坂東カーブ
坂東カーブ（ばんどうカーブ）は、群馬県みどり市のわたらせ渓谷鐵道わたらせ渓谷線沢入駅 - 原向駅間にある、同線で最も急曲線のカーブである。曲線半径は最小144メートル（m）である。国鉄時代でも最急カーブと言われた。

## 特徴
渡良瀬川左岸の壁に沿っている。落石注意箇所となっており、前後に落石における非常信号機が設置されている。同駅間には本カーブと25‰の急勾配（足尾方面行きが上り勾配となる）があるため、速度はあまり出ない。この場所の信号装置は従来、落石用だけであったが、国土交通省がJR福知山線脱線事故後の速度照査付き自動列車停止装置 (ATS) 設置を全国の鉄道会社に義務づけた頃に、速度照査式のATSが設置された。
坂東カーブを含む、沢入駅 - 原向駅間はわたらせ渓谷線で最も車窓が美しい区間とされ、トロッコわたらせ渓谷号およびトロッコわっしー号は本カーブ付近で徐行・停車し、車窓の案内がなされる。2018年の秋にはわたらせ渓谷鐵道開業30周年の記念事業としてライトアップが行われた。
一般道からでは見ることは出来ないため、わたらせ渓谷線を利用し車窓として見るか、渡良瀬川を沢登りする必要がある。また、わたらせ渓谷鐵道の主催するツアーに限り、わたらせ渓谷線の現役線を歩き到達することができる。

## 周辺
- 名越トンネル
- 笠松トンネル
- 坂東太郎岩
  - 坂東カーブの名称由来となった御影石の大岩。以前は岩に岩名が書かれていた。車窓から見ることはできない。